# Луг (Раховский район)
Луг (укр. Луг) — село в Великобычковской поселковой общине Раховского района Закарпатской области Украины.
Население по переписи 2001 года составляло 1985 человек. Почтовый индекс — 90616. Телефонный код — 3132. Занимает площадь 3,750 км². Код КОАТУУ — 2123685501.

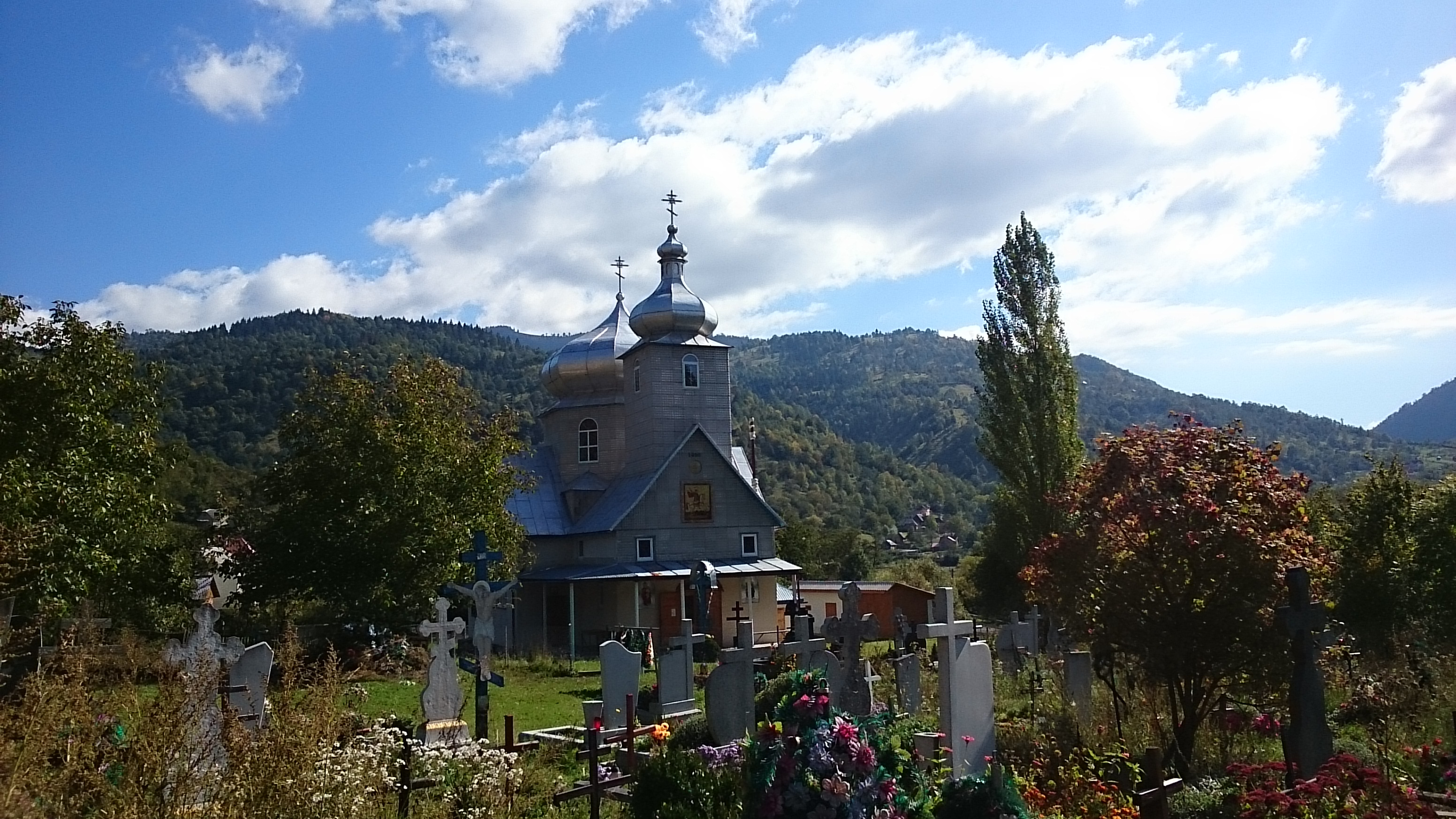
Церковь Святого Георгия в селе Луг